# Storia delle ferrovie e tranvie vicentine
Nei 65 anni che vanno dal 1845 al 1910 in tutto il territorio della provincia di Vicenza si è sviluppata, sia nelle zone di pianura che in quelle di montagna, una fitta rete di linee ferroviarie e tranviarie.
Questa rete, agganciandosi a quelle che contemporaneamente si erano create nelle province vicine, mediante il trasporto di persone e di merci ha notevolmente favorito lo sviluppo industriale, lo scambio commerciale e la comunicazione tra città e paesi. Durante la prima guerra mondiale è servita al trasporto delle truppe e degli armamenti vicino al fronte che si era stabilito nella parte pedemontana della provincia.
Nel secondo dopoguerra, invece, in seguito ai nuovi orientamenti della politica e dell'economia, che favorivano lo sviluppo delle comunicazioni e degli scambi su strada, nello spazio di pochi decenni la rete tranviaria è stata totalmente abolita e quella ferroviaria notevolmente ridotta, rimanendo attiva soltanto - a parte la linea Vicenza-Schio - quella collegata a lunghe percorrenze interprovinciali.

## Storia

### Ottocento
L'intento di collegare via ferrovia le città di Venezia e Milano, allora capitali del Regno Lombardo-Veneto, nacque nel 1835. Due anni dopo iniziarono le operazioni per la costituzione della Società Imperial-Regia Privilegiata Strada Ferrata Ferdinandea Lombardo-Veneta, dal nome dell'imperatore Ferdinando I d'Austria.
La linea fu costruita per tratti; il primo tronco fu il Padova - Marghera, completato e inaugurato nel dicembre 1842. L'inaugurazione della stazione di Vicenza avvenne il 7 dicembre 1845 con il viaggio di prova di un locomotore sulla strada ferrata che collegava la stazione di Vicenza con quella di Padova, tratto sul quale divenne regolare il trasporto passeggeri dal 14 gennaio 1846. Il tronco Vicenza - Verona fu invece inaugurato il 3 luglio 1849.
Altre linee in territorio vicentino vennero costruite soltanto dopo l'annessione del Veneto al Regno d'Italia nel 1866, richieste dal nuovo sviluppo industriale, in un contesto legislativo favorevole al rilascio di concessioni agli enti locali.

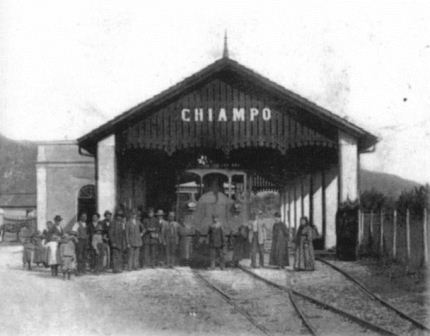
Stazione di Chiampo nel 1890

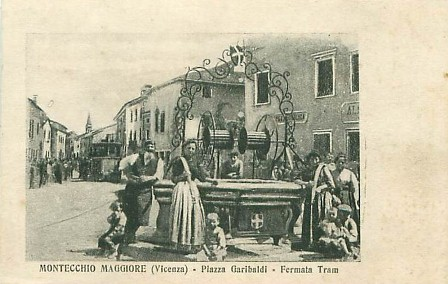
La fermata del tram a Montecchio Maggiore in una cartolina d'epoca

La prima fu la ferrovia Vicenza-Schio, inaugurata il 6 settembre 1876, costruita per allacciarsi all'importante ferrovia Milano-Venezia, con lo scopo di consentire un più ampio sviluppo di mercato del settore tessile.
Poco dopo le tre provincie di Vicenza, Padova e Treviso si unirono in un Consorzio e ottennero dal Governo la concessione delle linee Vicenza-Treviso e Bassano del Grappa-Padova. Di queste, la prima fu aperta il 12 settembre 1877 con l'inaugurazione della tratta tra la stazione di Vicenza e quella di Cittadella, la seconda l'11 ottobre 1877.
Il Consorzio stipulò con la Società Veneta per Imprese e Costruzioni pubbliche (SV) - che in quel periodo stava procedendo alla costruzione della Vicenza-Schio - un contratto per la costruzione e la gestione di queste due linee; il contratto stabiliva l'esercizio ventennale da parte della SV al termine del quale la società avrebbe restituito le linee al Consorzio. Nel 1882 la gestione da parte del Consorzio e della Società Veneta si dimostrò deficitaria, per cui fu decretato l'esercizio da parte dello Stato; nel 1896 alla Società Veneta fu accordato il ritorno all'esercizio diretto della linea.
Alla fine degli anni settanta lo sviluppo dell'industria tessile nell'area dell'Alto Vicentino richiese la costruzione di collegamenti viari e ferroviari. Promotore dei vari collegamenti fu Alessandro Rossi, futuro leader degli industriali italiani, che in parte ne finanziò la costruzione per collegare gli opifici manifatturieri di Torrebelvicino, Piovene, Rocchette, Arsiero e Schio. Tra il 1884 e il 1885 vennero aperte al traffico ferroviario le varie tratte che collegavano tra loro queste località realizzando a Schio, tramite la linea già esistente per Vicenza, il collegamento con l'importantissima relazione Milano-Venezia. La rete era formata da tre tratti: Torrebelvicino-Schio, Schio-Rocchette e Rocchette-Arsiero, tutti inaugurati nel marzo 1885 e a scartamento ridotto, come prescrivevano le leggi allora in vigore per le ferrovie economiche; linee, impianti e stazioni gestiti dalla "Società per le Ferrovie Economiche di Schio.
Un'analoga iniziativa diede vita alla tranvia Vicenza-Valdagno, concessa alla società britannica The Province of Vicenza Steam Tramway Company Limited, costituitasi a Londra nel 1879 con il supporto di Gaetano Marzotto, imprenditore tessile della zona. Questa linea fu progettata come parte di una rete che prevedeva anche una diramazione che iniziava a Montecchio Maggiore e percorreva la valle del Chiampo, consentendo di servire una miniera di carbon fossile situata in località Pulli e l'abitato di Arzignano. Nell'agosto 1880 furono contestualmente inaugurata la Vicenza-Valdagno e la diramazione per Arzignano, anche se il servizio ebbe inizialmente problemi dovuti al cattivo funzionamento delle locomotive; nel'ottobre 1903 fu poi inaugurato il prolungamento da Arzignano a Chiampo.

### Prima metà del Novecento

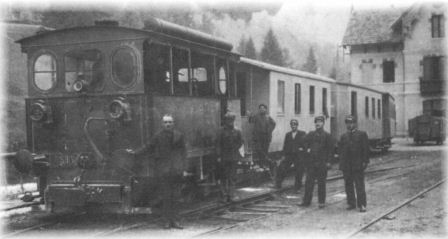
Tram a Recoaro nel 1904

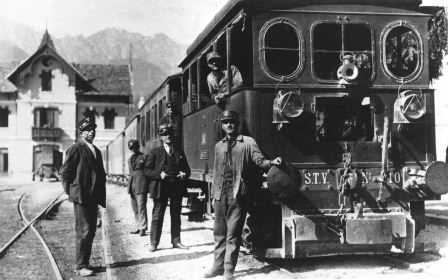
Tram Vicenza-Recoaro nel 1910

Il 1906 fu un anno decisivo per lo sviluppo e la gestione delle linee ferrotranviarie del territorio.
Il 1º luglio avvenne il passaggio formale delle linee consorziali e della Vicenza-Schio alle Ferrovie dello Stato (FS).
Nello stesso anno la Società Veneta iniziò i lavori per la costruzione della ferrovia Thiene-Rocchette, che fu aperta al traffico l'anno successivo e per la quale fu adottato lo scartamento ordinario come la Vicenza-Schio, in previsione di un futuro prolungamento verso il Trentino, che però non avvenne mai.
Il 1º ottobre una nuova società denominata Ferrovie Nord Vicenza (FNV) - in cui erano presenti partecipazioni finanziarie della Società Veneta, del Lanificio Rossi, dei Comuni interessati e dell'Amministrazione provinciale di Vicenza - assunse l'esercizio delle linee a scartamento ridotto situate nell'Alto Vicentino: la Torrebelvicino-Schio, la Schio-Rocchette e la Rocchette-Arsiero, costruite vent'anni prima dalla Società Ferrovie Economiche di Schio (SFES) che non era più in grado di garantire i servizi ferroviari ed era stata posta in liquidazione.

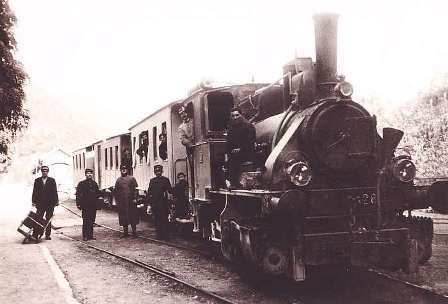
Treno al capolinea di Barbarano

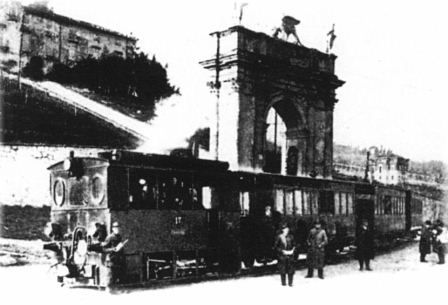
Un tram Vicenza-Noventa nel 1912, sotto l'Arco delle Scalette di Monte Berico

Ancora nel 1906, grazie ai capitali della Banca Popolare di Vicenza e degli istituti di credito della provincia, venne costituita un'ulteriore nuova società di esercizio, la Società Tramvie Vicentine (STV), la quale subentrò di lì a poco alla società inglese che aveva costruito e gestito la Vicenza-Valdagno, rilevandone le azioni. Nello stesso anno fu progettato il prolungamento della linea fino a Recoaro Terme. Un primo tratto, che giungeva alla frazione Molini di Sotto fu inaugurato nel luglio 1909 ma, a causa dell'elevata pendenza, il paese di Recoaro rimase collegato da un servizio di carrozze a cavalli fino al luglio 1910, quando l'acquisto di locomotive più potenti consentì di ultimare la linea tranviaria, e di arrivare a questo centro, che viveva a quei tempi un significativo rilancio del turismo termale e ora arrivò a disporre di un'elegante stazione di testa con copertura metallica.
L'espansione della rete tranviaria in provincia proseguì rapidamente.
Tra il 1908 e il 1910, un'altra impresa controllata dalla Veneta, la Società Italiana per la Ferrovia della Valsugana (SIFV), fu impegnata nella costruzione della Mestre-Bassano-Tezze presso la quale si sarebbe innestata con la linea austro-ungarica proveniente da Trento. Il 15 luglio 1908 fu aperto il tronco Mestre-Bassano, cui fece seguito il 1º gennaio dell'anno seguente il tratto Bassano-Valstagna e quindi, il 21 luglio 1910, il tratto Valstagna-Tezze.
Nel febbraio 1910 venne stipulata una convenzione cinquantennale con la Società Tramvie Vicentine per la costruzione ed l'esercizio di una tranvia a vapore da Bassano per Marostica, Vicenza, Noventa a Montagnana con diramazione da Ponte di Barbarano a Barbarano. Nello stesso anno fu attivato il tratto Vicenza-Bassano passante per Sandrigo e Marostica; l'anno successivo riaprì la tranvia Vicenza-Noventa-Montagnana, inaugurata nel 1887 dalla Società Veneta con lo scartamento ridotto e ricostruita dalla STV a scartamento ordinario con lievi modifiche di tracciato.
Fin dall'inizio della guerra i territori dell'Alto Vicentino si trovarono coinvolti negli scontri tra le armate italiane e quelle austriache. Per sostenere le battaglie che si svolgevano in quelle zone, la VII Armata costruì, a partire dal 1916, una ferrovia Decauville militare a scartamento ridotto che collegava la stazione di Thiene con la stazione di Marsan della tranvia STV Vicenza-Bassano del Grappa passando per Sarcedo, Breganze, Mason Vicentino e Marostica. Dal ponte sul fiume Astico, posto nei pressi di Sarcedo, partiva una diramazione che portava a Calvene via Fara Vicentino. Tale piccola rete aveva come scopo principale il carico del materiale bellico nelle stazioni di Thiene e Marsan che veniva inoltrato a Calvene, donde partivano numerose teleferiche che mettevano in comunicazione il fondovalle con l'altopiano di Asiago. Dopo la disfatta di Caporetto nell'ottobre 1917 fu realizzata una seconda diramazione che da Sarcedo scendeva fino alla stazione di Dueville, permettendo così di avere tre punti di comunicazione con la rete ferrotranviaria nazionale; inoltre fu anche raddoppiata l'intera Vicenza–Schio dotandola di un raccordo diretto con la linea per Treviso per permettere l'instradamento diretto da Treviso a Schio.
Durante tutta la guerra, quindi, tutta la rete della STV fu impiegata per il trasporto delle truppe sui fronti del Grappa e del Pasubio, tanto da portare la società ad ampliare nel 1916 la stazione di Vicenza; la difficile situazione, peraltro, la penalizzò pesantemente, tanto che il tribunale di Vicenza ne dichiarò il fallimento, anche se la società proseguì con l'esercizio. Terminata la guerra, le decauville militari vennero smantellate; stessa sorte ebbe poi il raccordo diretto tra le linee di Schio e di Treviso, mentre la linea Vicenza-Schio tornò a binario unico.

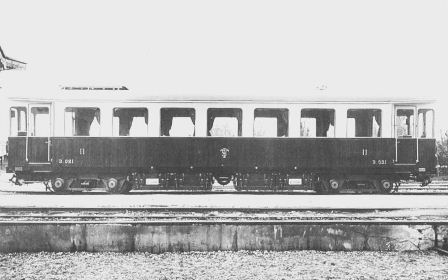
Elettromotrice STV negli anni quaranta

Finita la guerra, nel 1928 fu concesso alla STV di attuare l'elettrificazione degli impianti da essa gestiti, assimilando così le linee tranviarie alle normali ferrovie. Fu anche concesso alla società di costruire una nuova linea che avrebbe dovuto congiungere Vicenza con Malo.

### Seconda metà del Novecento
Lo scoppio della seconda guerra mondiale cambiò radicalmente la situazione, bloccando lo sviluppo della rete. Il dopoguerra privilegiò non tanto la ricostruzione delle linee, quanto piuttosto il trasporto su strada; in particolare gli anni sessanta segnarono la soppressione e lo smantellamento della maggior parte di esse.
Si cominciò con le ferrovie: la linea Schio-Rocchette fu soppressa nel giugno 1949, la Rocchette-Asiago nel 1958, la Rocchette-Arsiero e la Thiene-Rocchette il 31 marzo 1964, tutte sostituite da autoservizi.
Subentrata nel 1951 alla STV dopo il tracollo finanziario di questa, la Società Ferrovie e Tramvie Vicentine (FTV) Spa assunse la gestione della rete tranviaria, iniziando con la ricostruzione della stazione STV di Vicenza, distrutta nel 1944 a seguito di un bombardamento, così come parte del materiale rotabile. Le difficoltà finanziarie però segnarono ben presto anche la nuova Società; assieme al rapido diffondersi del trasporto su gomma e di una politica allora non favorevole ai sistemi di trasporto a impianto fisso, portò alla progressiva chiusura della rete tranviaria.
Inaugurata nel 1956, la nuova stazione divenne progressivamente il punto di riferimento e il deposito delle autocorriere. Nel 1961 furono soppressi il tratto Valdagno-Recoaro, la diramazione San Vitale-Chiampo e la tranvia Vicenza-Bassano del Grappa; nel 1965 toccò anche al breve tratto della ferrovia Lonigo-Lonigo Città.
Le ultime linee tranviarie ad essere definitivamente soppresse furono la Vicenza-Noventa-Montagnana nel 1979 e il tratto Vicenza-Valdagno nel 1980.

## Ferrovie attive
Tutte le linee ferroviarie che attualmente interessano il territorio vicentino sono di proprietà statale. La gestione delle infrastrutture e degli impianti ferroviari è affidata alla Rete Ferroviaria Italiana (RFI S.p.A.), società del gruppo Ferrovie dello Stato, in regime di concessione sessantennale, come il resto della rete nazionale.

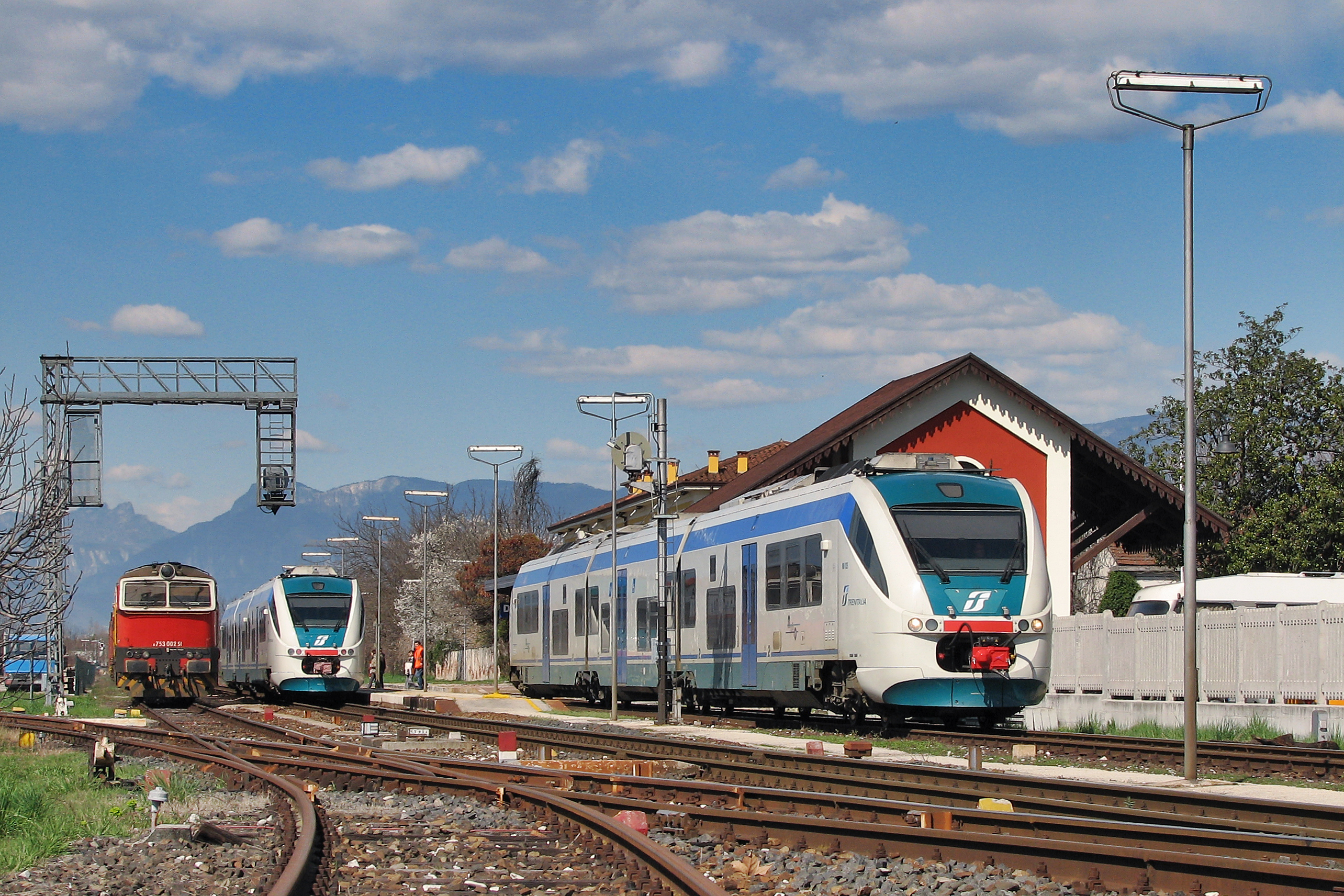
Due Minuetto s'incrociano a Dueville

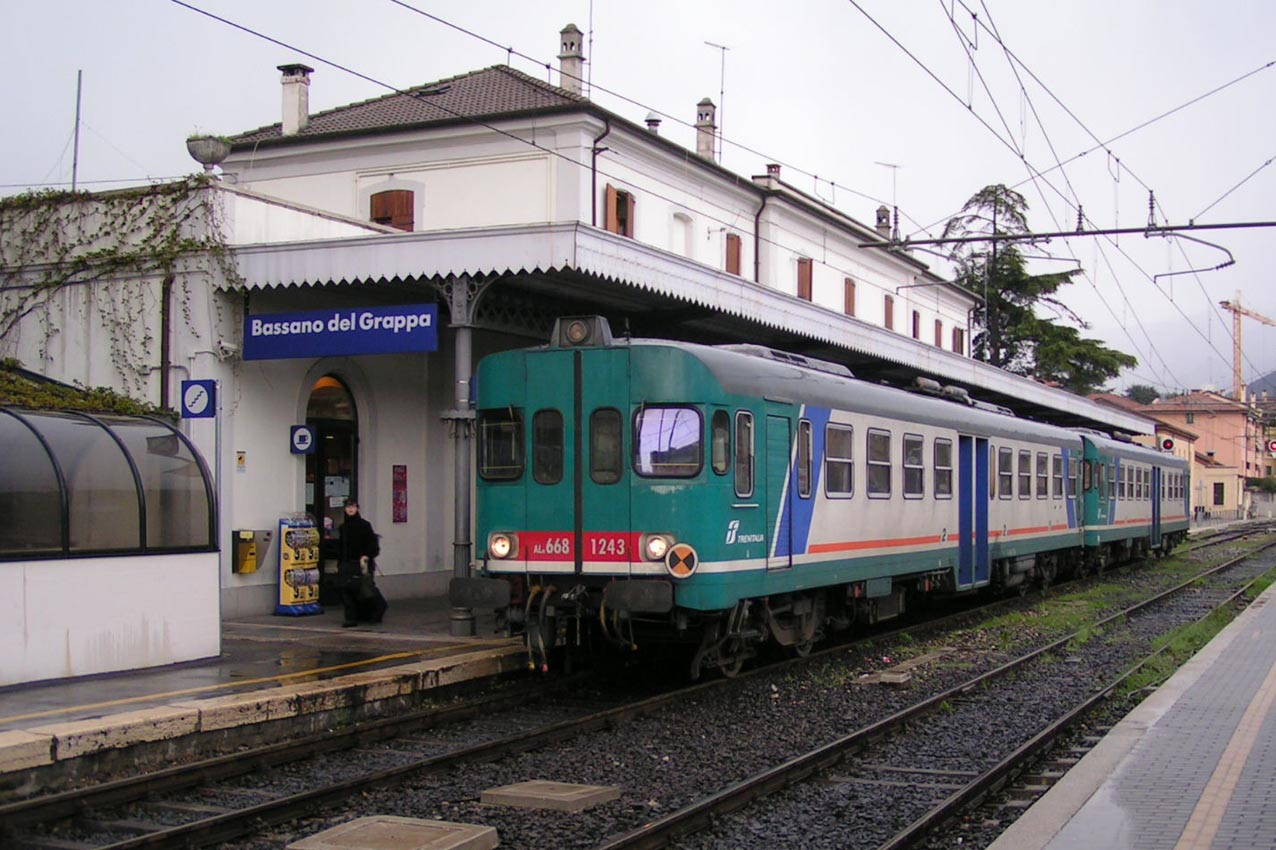
Stazione di Bassano del Grappa

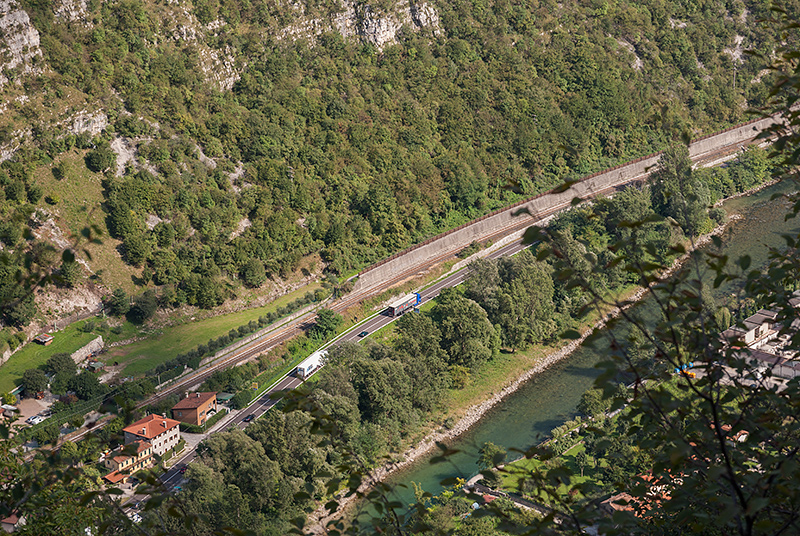
Un tratto della ferrovia Trento-Venezia affiancata dalla strada statale 47 della Valsugana nel canale di Brenta

Ferrovia Milano-Venezia
Nata negli anni quaranta dell'Ottocento e conosciuta in passato come Ferrovia Ferdinandea, è una delle più importanti linee ferroviarie italiane.
Nel tratto che percorre il territorio vicentino, da ovest a est le stazioni della linea sono quelle di Lonigo, Montebello, Altavilla-Tavernelle, Vicenza (nodo ferroviario con le linee Vicenza-Schio e Vicenza-Treviso), Lerino e Grisignano di Zocco.
In questi ultimi anni è in progettazione la ferrovia Verona-Venezia (alta velocità), ma il tratto tra Verona e Padova, lungo 80 chilometri, non ha ancora ricevuto finanziamenti; nel 2014 è stato redatto uno studio di fattibilità per il tratto compreso tra Montebello e Grisignano di Zocco; esso prevedeva che la linea fosse costruita in completo affiancamento a quella esistente, assieme alla dismissione dell'attuale stazione di Vicenza, sostituita da una nuova stazione in zona Fiera. La parte riguardante l'attraversamento della città di Vicenza è stata completamente rivista, a causa dei gravi problemi realizzativi emersi nella successiva fase progettuale, con il mantenimento dell'attuale stazione, opportunamente riqualificata e potenziata.
Ferrovia Vicenza-Treviso
Nata per iniziativa delle province di Padova, Treviso e Vicenza allo scopo di migliorare i collegamenti fra le tre città e le zone delle loro province, la tratta tra la stazione di Vicenza e quella di Cittadella fu inaugurata nel 1877. Ora è a doppio binario ed elettrificata dal 1979.
In provincia di Vicenza le stazioni sono quelle di Vicenza e Lisiera.
Ferrovia Vicenza-Schio
Costruita e inaugurata nel 1876, è a binario unico e fin dall'inizio a scartamento normale; non è elettrificata ed è lunga circa 30 km.
Da sud a nord, le stazioni sono quelle di Vicenza, Anconetta (Vicenza), Cavazzale, Dueville, Villaverla-Montecchio, Thiene, Marano Vicentino e Schio.
Ferrovia Padova-Bassano
La linea, inaugurata nel 1877, unisce Padova a Bassano del Grappa, passando per i nodi di Camposampiero e Cittadella; è classificata come linea ferroviaria complementare.
In provincia di Vicenza le stazioni sono quelle di Rossano Veneto, Rosà e Bassano del Grappa.
Ferrovia Trento-Venezia
Fu costruita dalla Società Italiana per la Ferrovia della Valsugana (SIFV), una controllata della Società Veneta. Nel luglio 1908 si aprì il primo tratto pianeggiante, da Mestre fino a Bassano del Grappa; dopo fu la volta del percorso più difficile fino a Primolano e al confine tirolese con un tracciato che prevedeva curve, ponti e molte gallerie, tratto che fu inaugurato il 1º gennaio 1909 fino a Carpanè Valstagna e nel luglio dell'anno successivo fino a Primolano e al confine austriaco.
Nel 2003 la linea è stata elettrificata fino a Bassano del Grappa.
Le stazioni in territorio vicentino, da nord a sud, sono quelle di Cismon del Grappa, San Marino, Carpanè-Valstagna, San Nazario, Solagna, Pove del Grappa-Campese (soppressa), Bassano del Grappa, Cassola.

## Ferrovie e tranvie soppresse

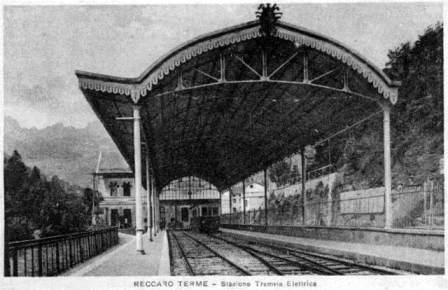
Stazione capolinea a Recoaro Terme

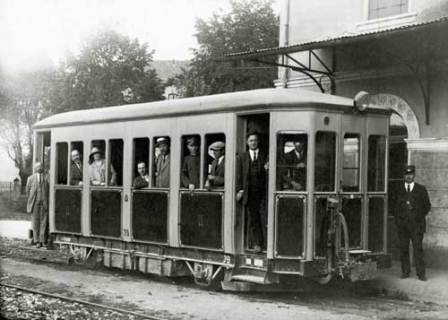
Automotrice A79 a Lonigo nel 1923)

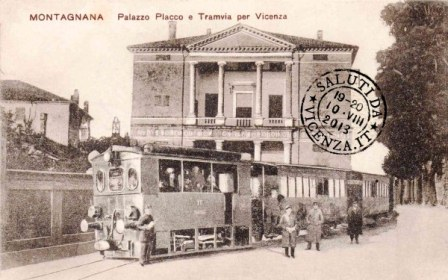
Tram a Montagnana in una cartolina d'epoca

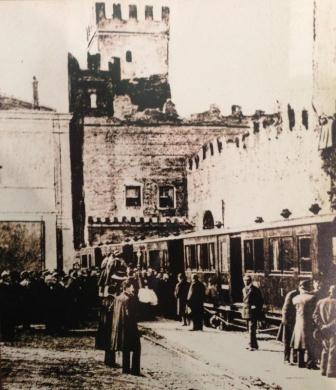
Inaugurazione del tram a Marostica

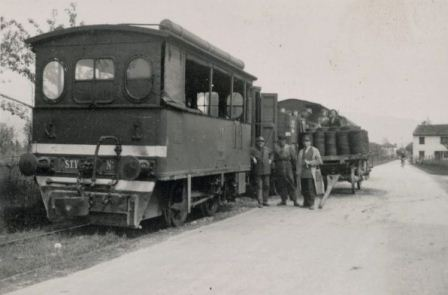
Tram a Schiavon

Ferrovia Torrebelvicino-Schio
Questo breve raccordo, che collegava la tessitura di Torrebelvicino con la stazione ferroviaria di Schio,  aveva una funzione preminentemente pendolare, quindi con poche prospettive di sviluppo di traffico. Il 30 novembre 1925 furono sospese le corse a causa del fallimento della società che la gestiva e il 31 dicembre 1925 fu dismessa definitivamente.
Ferrovia Schio-Rocchette
Collegava la stazione di Schio con il nodo ferroviario di Rocchette; fu chiusa il 20 giugno 1949.
Nel 1933 la Società Veneta che la gestiva attuò il risanamento della linea e le vecchie rotaie da 17 kg/m vennero sostituite con quelle da 21 kg/m, ma il 20 giugno 1949 fu soppressa e sostituita da autoservizi.
Ferrovia Rocchette-Arsiero
Collegava il nodo ferroviario di Rocchette con la stazione di Arsiero passando dalla stazione di Seghe, frazione di Velo d'Astico.
Nel 1931 ne fu deciso il potenziamento e l'adeguamento allo scartamento ordinario, decisione che produsse anche la modifica parziale del percorso e l'eliminazione delle interferenze con la viabilità stradale; c'era anche l'idea di proseguire in direzione di Trento o di Rovereto, idea ben presto accantonata.
Dal 1952 furono introdotte anche delle automotrici diesel delle Ferrovie dello Stato, che affiancarono e poi sostituirono le locomotive a vapore. Da allora non venne attuato più alcun ammodernamento, così il servizio su rotaia fu definitivamente sospeso, assieme a quello Thiene-Rocchette, il 31 marzo 1964 e sostituito con autocorse gestite dalla SIAMIC (Società Italiana Autoservizi Mediterranei In Concessione) subentrata alla SV.
Sullo stesso itinerario è esistito anche un percorso alternativo, senza alcun incrocio con la viabilità stradale, che rimase in uso fino al 1964; su di esso, nel maggio del 2005, è stato inaugurato uno spettacolare tragitto, la pista ciclabile ex ferrovia Rocchette-Arsiero: Strada del Trenin.
Tranvia Vicenza-Valdagno-Recoaro Terme/Chiampo
Inaugurata nel 1880 rappresentò nei decenni successivi un importante supporto al nascente comparto industriale della provincia, basato sulla lavorazione dei filati.
Elettrificati nel 1929 e passati attraverso diverse società di gestione, gli impianti subirono un progressivo ridimensionamento nella seconda parte del ventesimo secolo, fino alla definitiva soppressione avvenuta nel 1980.
Tranvia San Bonifacio-Lonigo-Cologna Veneta.
Linea tranviaria interurbana del Veneto, in esercizio dal 1882 al 1937. La stessa era completata dalla breve diramazione Lonigo Stazione-Lonigo San Giovanni, convertita poi in ferrovia e soppressa definitivamente nel 1965.
Tranvia Vicenza-Noventa-Montagnana
Linea tranviaria interurbana che offriva un servizio viaggiatori e merci tra la città di Vicenza e il sud della provincia. Aperta nel 1887 come tranvia a vapore a scartamento ridotto dalla Società Veneta, la linea fu ricostruita a scartamento ordinario a cura della Società Tramvie Vicentine (STV), ammodernata nel tempo e chiusa nel 1979 in seguito alle travagliate vicende delle società che si susseguirono nella sua gestione.
Nel 2009 venne smantellata l'ultima tratta ancora armata di rotaie, fra Ponte di Costozza e Ponte Alto; il tratto da Vicenza era stato frattempo trasformato in ciclabile, andando così a completare la pista ciclabile della Riviera Berica lungo la quale alcuni fabbricati viaggiatori sono stati restaurati.
Ferrovia Thiene-Rocchette
Era una linea a scartamento normale su percorso pianeggiante che collegava il nodo ferroviario di Thiene con la stazione di Rocchette, transitando per la Stazione di Piovene.
La Società Veneta costruì e gestì la linea, inaugurata il 7 settembre 1907. Durante la prima guerra mondiale furono ampliate le stazioni di Thiene e di Chiuppano, dotando quest'ultima di piani caricatori. Inoltre fu creata nelle campagne una rete di binari speciali semicircolari (detti "binari a spighe") affinché, per primi, dei cannoni ferroviari francesi da 320 mm (nominati "Germaine" e "La Corse") e successivamente dei cannoni ferroviari potessero puntare e orientare con facilità le bocche da fuoco verso le postazioni nemiche che spesso bombardavano gli stabilimenti di Rocchette e di Chiuppano.
Il servizio venne sospeso e sostituito da autocorse a partire dal 1964; poi definitivamente soppresso con smantellamento delle linee nel 1977.
Tranvia Vicenza-Bassano del Grappa
Fu inaugurata il 13 novembre 1910. Sopravvissuti senza significative modifiche alle due guerre mondiali, gli impianti e il materiale rotabile non furono ammodernati dalle società che via via si succedettero nella gestione della linea, che fu soppressa nel 1961.
Ferrovia Rocchette-Asiago
Era formata da due tratti distinti, il primo in pianura e il secondo in montagna; collegava la stazione di Rocchette con quella di Asiago. Inaugurato il 10 febbraio 1910, il percorso è stato in uso fino al 1958.
Sui tratti nei Comuni di Roana e di Asiago è stata creata la pista ciclabile ex ferrovia Campiello-Asiago, percorsa in genere da Cesuna ad Asiago, tra boschi e le ondulate colline dell'altopiano. Il termine popolare con cui si indicava il treno che risaliva le pendici dell'altopiano era La Vaca Mora, vale a dire "la mucca nera".

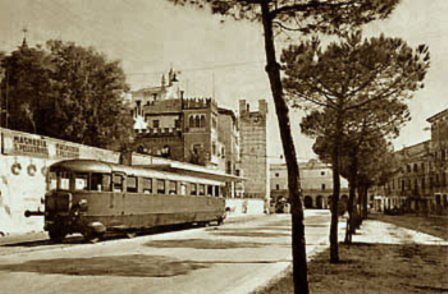
La fermata di Lonigo Città in una foto d'epoca

Ferrovia Lonigo-Lonigo Città
La breve ferrovia nacque in seguito alla soppressione nel novembre 1937 della tranvia San Bonifacio-Lonigo-Cologna Veneta e della sua diramazione di collegamento con la stazione ferroviaria. L'immissione in servizio delle automotrici ad accumulatori aveva consentito di istituire un vero e proprio servizio tranviario urbano sulla tratta Lonigo Stazione-Lonigo Tram.
Subito il comune di Lonigo riscattò il tratto di sua pertinenza col preciso intento di riattivarne l'esercizio il che, a causa dello scoppio della guerra, poté avvenire soltanto nel 1949 a cura delle Ferrovie dello Stato con la costituzione della ferrovia sul tratto Lonigo-Stazione Zona industriale (4,1 km), cui si aggiunse l'anno successivo il breve prolungamento Zona Industriale-Lonigo Città, di 0,8 km.
In breve tempo la linea vide incrementare il traffico viaggiatori e nel 1955 veniva svolta anche una corsa di andata e ritorno per Vicenza. Nel 1959 la fermata di Lonigo Zona Industriale venne sostituita da quella di Lonigo Madonna, dal nome del sobborgo servito. Il servizio era svolto all'inizio con un'unica automotrice, comunemente chiamata la littorina; nonostante vi si svolgessero fino a 15 coppie di corse giornaliere, la breve tratta venne sostituita da autoservizio delle stesse Ferrovie dello Stato nel gennaio 1965.
Ferrovia Treviso-Ostiglia
Il 15 luglio 1908 venne attivata la linea Mestre-Bassano, gestita dalla SIFV, che passava per la stazione di Bassano(senza fonte). Nella sua completa estensione, la linea ferroviaria ebbe poca vita, poiché fu pesantemente bombardata dagli Alleati nel 1944; a causa dei danni di guerra, nel novembre di quell'anno i treni cessarono di correre tra Grisignano e Treviso.
Riattivata a tratti nel dopoguerra, quelli interessanti il territorio vicentino furono definitivamente chiusi negli anni sessanta.

## Società ferroviarie e tranviarie operanti nel territorio vicentino
Imperial-Regia Privilegiata Strada Ferrata Ferdinandea Lombardo-Veneta
Società per azioni del Regno Lombardo-Veneto che si propose di progettare, costruire e gestire una linea ferroviaria tra Venezia e Milano; costruì i tratti Vicenza-Padova e Vicenza-Verona e la stazione di Vicenza.
Ferrovie dello Stato
Nacquero nel 1905 in seguito alla statalizzazione di numerose ferrovie italiane. Dal gennaio 1986 divennero un ente pubblico economico. Nell'agosto 1992 l'ente fu trasformato in società per azioni con partecipazione statale totale.
Società per le Ferrovie Economiche di Schio (SFES)
Nacque nel 1884 ma nel 1906, non più in grado di garantire i servizi, fu posta in liquidazione e assorbita dalle FNV.
Società Veneta
La "Società Veneta per le imprese e costruzioni pubbliche", nota più brevemente come "Società Veneta" (SV), fu una società privata di trasporti pubblici ferroviari e tranviari, che operava anche nell'ambito delle costruzioni di immobili e di infrastrutture diverse dalla tipologia ferroviaria. Nella prima metà del XX secolo fu la più grande società esercente ferrovie concesse in Italia, gestendo linee sia del nord sia del centro Italia.
Per quanto riguarda il territorio vicentino, nel 1874 la Veneta ebbe in concessione l'esercizio sia della ferrovia Vicenza-Schio che della ferrovia Vicenza-Treviso e della ferrovia Padova-Bassano, tutte linee che nel luglio 1906 furono acquisite dalle Ferrovie dello Stato.
Ferrovie Nord Vicenza (FNV)
La società fu costituita nel 1906 con azioni della Società Veneta, del Lanificio Rossi, dei Comuni interessati e dell'Amministrazione provinciale di Vicenza; assunse in quell'anno l'esercizio delle linee a scartamento ridotto situate nell'Alto Vicentino.
Società Tramvie Vicentine (STV)
Nel 1906 fu costituita questa Società, che l'anno successivo subentrò all'azienda britannica The Province of Vicenza Steam Tramway Company Limited per gestire la tranvia Vicenza-Valdagno e in un paio d'anni prolungò la linea fino a Recoaro Terme.
Ferrovie e Tramvie Vicentine (FTV)
Nel 1951 alla STV subentrò la società Ferrovie e Tramvie Vicentine (FTV), che iniziò ad attuare un piano di ammodernamento concretizzatosi nella nuova stazione di Vicenza inaugurata nel 1956.
Nel 1970 l'azienda cambiò nuovamente denominazione, divenendo "Società per l'Ammodernamento e la Gestione delle Ferrovie e Tramvie Vicentine", società per azioni di proprietà dell'Amministrazione provinciale di Vicenza, con lo scopo di attuare un piano di totale dismissione del servizio su ferro, affiancandolo e poi sostituendolo con autobus a partire dall'agosto 1978; esercitava il trasporto pubblico interurbano nella provincia e servizio urbano nei comuni di Bassano del Grappa, Valdagno e Recoaro Terme.
Società Vicentina Trasporti (SVT)
Nel 2016 è stata costituita questa nuova Società, nella quale sono confluite la FTV e la sezione di AIM Vicenza dedicata al trasporto pubblico urbano (AIM Mobilità).